# ريدي أور نوت
ريدي أور نوت (بالإنجليزية: Ready or Not)‏ هي لعبة تصويب تكتيكي من منظور الشخص الأول من تطوير شركة فويد إنترأكتيف. صدرت نسخة الوصول المبكر على منصة ستيم في 17 ديسمبر 2021.